# Ель-Моро (Колорадо)
Ель-Моро (англ. El Moro) — переписна місцевість (CDP) в США, в окрузі Лас-Анімас штату Колорадо. Населення — 216 осіб (2020).

## Географія
Ель-Моро розташований за координатами 37°14′47″ пн. ш. 104°27′11″ зх. д. / 37.24639° пн. ш. 104.45306° зх. д. (37.246500, -104.453033).  За даними Бюро перепису населення США в 2010 році переписна місцевість мала площу 28,81 км², з яких 28,75 км² — суходіл та 0,07 км² — водойми.

## Демографія
Згідно з переписом 2010 року, у переписній місцевості мешкала 221 особа в 94 домогосподарствах у складі 67 родин. Густота населення становила 8 осіб/км².  Було 100 помешкань (3/км²).
Расовий склад населення:
| - 94,1 % — білих - 0,9 % — корінних американців - 0,9 % — чорних або афроамериканців - 3,6 % — осіб інших рас |

До двох чи більше рас належало 0,5 %. Частка іспаномовних становила 21,3 % від усіх жителів.
За віковим діапазоном населення розподілялося таким чином: 17,2 % — особи молодші 18 років, 62,4 % — особи у віці 18—64 років, 20,4 % — особи у віці 65 років та старші. Медіана віку мешканця становила 49,9 року. На 100 осіб жіночої статі у переписній місцевості припадало 104,6 чоловіків;  на 100 жінок у віці від 18 років та старших — 103,3 чоловіків також старших 18 років.
Середній дохід на одне домашнє господарство  становив 80 076 доларів США (медіана — 65 833), а середній дохід на одну сім'ю — 88 268 доларів (медіана — 84 167). За межею бідності перебувало 3,4 % осіб, у тому числі 5,3 % дітей у віці до 18 років та 0,0 % осіб у віці 65 років та старших.
Цивільне працевлаштоване населення становило 166 осіб. Основні галузі зайнятості: освіта, охорона здоров'я та соціальна допомога — 27,7 %, сільське господарство, лісництво, риболовля — 15,1 %, фінанси, страхування та нерухомість — 10,8 %, транспорт — 9,0 %.